# Квіти війни
«Квіти війни» (кит. трад. 金陵十三釵, піньїнь: Jīnlíng shísān chāi, акад. Тринадцять дівчат Цзіньліна)  — китайський воєнно-історичний фільм, знятий в 2011 році режисером Чжан Їмоу. Екранізація роману «13 квітів Нанкіну» Гелін Яня.

## Сюжет
Дія фільму відбувається в 1937 році в час Японсько-китайської війни. Оповідання ведеться від імені однієї з вихованок монастиря, що вижили. Головний герой фільму, американець-трунар Джон (Крістіан Бейл), що випадково опинився в Китаї, приходить в монастир, щоб поховати священника. За стінами монастиря йдуть жорстокі бої, що увійшли до історії як Нанкінська різня. Останні воїни б'ються за монастир і вихованок, дівчаток-підлітків, які не змогли поїхати. Американець затримується в монастирі, а незабаром туди приходять повії з сусіднього борделя. Вони просять Джона полагодити стару вантажівку і відвезти їх з міста, а школярки — залишитися під виглядом священника і тим самим врятувати їх. Коли останні захисники монастиря спали, в нього уриваються японці. Повії устигають сховатися в підвалі, а дівчата-вихованки монастиря — ні, і лише завдяки китайському снайперу вони уникнули насильства. У один з днів школяркам приходить запрошення заспівати для японського командування, від якого не можна відмовитися, і усі розуміють, що ця поїздка не обмежиться хоровим співом. Тоді повії вирішують поїхати замість них. У Джона великий досвід по зміні вигляду, він перетворює красивих жінок на юних дівчат. Повії їдуть на зустріч з японцями, а трунар ховає вихованок у вантажівці і вивозить їх з міста. Дівчина-оповідачка говорить, що так і не дізналася, що сталося з повіями.
Картина описує зміни, які відбуваються з людьми в умовах війни. Американець, який спочатку заклопотаний тільки тим, що йому повинні заплатити за візит, залишається зі школярками і рятує їх. Повії, які піклуються тільки про свою безпеку, приносять себе в жертву заради вихованок монастиря, тому що вони зможуть це витримати, а дівчата — ні.

## Додатково
- Фільм знятий за мотивами роману Геліна Янь «13 квітів Нанкіну» (кит. трад. 金陵十三釵, піньїнь: Jīnlíng shísān chāi, акад. Тринадцять дівчат Цзіньліна, 2007; Цзінлін — історичний район Нанкіна).
- У «Квітах війни» 40 % діалогів англійською і 60 % — на мандаринському діалекті китайської мови.
- Робоча назва картини — «13 жінок Нанкіна».
- Фільм був знятий за 164 дні з 18-годинним щоденним робочим графіком.
- Представлений Китаєм в категорії «Найкращий фільм іноземною мовою» на 84-й церемонії нагородження «Оскар-2012».
- Стівен Спілберг порекомендував Крістіана Бейла на головну роль.
- Другий фільм, що повністю фінансується Китаєм, з голлівудською зіркою в головній ролі.
- Перш ніж приступити до зйомок, Чжан Їмоу упродовж трьох років вивчав історію «нанкінської різні». Деякі кадри у фільмі відтворені за фотографіями тих років.

## Номінації та нагороди
| Award                        | Категорія                                    | Переможці і кандидати | Результат |
| ---------------------------- | -------------------------------------------- | --------------------- | --------- |
| Asian Film Awards            | Найкращий композитор                         | Чень Ціган            | Номінація |
| Asian Film Awards            | Найкращий дизайнер костюмів                  | Вілліам Ченг          | Номінація |
| Asian Film Awards            | Найкращий режисер                            | Чжан Їмоу             | Номінація |
| Asian Film Awards            | Найкращий фільм                              | Квіти війни           | Номінація |
| Asian Film Awards            | Найкращий дебютант                           | Ні Ні                 | Перемога  |
| Asian Film Awards            | Найкращий сценарист                          | Хен Лю і Гелін Янь    | Номінація |
| Golden Globe Awards          | Найкращий фільм іноземною мовою              | Квіти війни           | Номінація |
| Hong Kong Film Award         | Найкращий фільм Китаю і Тайваню              | Квіти війни           | Номінація |
| Motion Picture Sound Editors | Найкращий звукомонтаж — іноземна особливість | Row 1 Entertainment   | Перемога  |

## Критика
Фільм отримав змішані оцінки від критиків: на сайті Rotten Tomatoes середня оцінка складала 5,5/10, середній бал на Metacritic — 46/100 на основі 22 рецензій. про фільм позитивно відгукнулись Twitch film, BoxOffice Magazine і Variety, критичні рецензії фільм отримав від «Toronto Star» і Роджера Еберта.